# 1946 no jornalismo
Nesta página encontrará referências aos acontecimentos directamente relacionados com o jornalismo ocorridos durante o ano de 1946.

## Eventos
- Outubro / Novembro — Término da publicação em Faro (Portugal) da revista trimestral "Afinidades: revista de cultura luso-francesa" que foi editada desde 1942.[1]

## Nascimentos
| Data           | Nome            | Profissão                                            | Nacionalidade  | Observações | Ref |
| -------------- | --------------- | ---------------------------------------------------- | -------------- | ----------- | --- |
| 31 de janeiro  | Michael Drosnin | jornalista e escritor                                | Estados Unidos |             |     |
| 13 de Setembro | Aníbal Beça     | poeta, tradutor, compositor, teatrólogo e jornalista | Brasil         | m. 2009     |     |
| ??             | Alexandre Pais  | jornalista                                           | Portugal       |             |     |

## Mortes
| Data          | Nome               | Profissão                                            | Nacionalidade                              | Observações | Ref   |
| ------------- | ------------------ | ---------------------------------------------------- | ------------------------------------------ | ----------- | ----- |
| 16 de janeiro | Eduardo dos Santos | jornalista e escritor                                | Reino Unido de Portugal, Brasil e Algarves | n. 1893     | [ 2 ] |
| 8 de julho    | Carlos Amaro       | poeta, dramaturgo, jornalista e político republicano | Reino Unido de Portugal, Brasil e Algarves | n. 1879     |       |